# Bandera de La Plata
La bandera de La Plata es un símbolo no oficial del partido homónimo. El diseño fue elegido ganador en 2010 luego de un concurso organizado por la municipalidad del que participaron decenas de colegios. Sin embargo, jamás fue oficializado ni utilizado.

## Historia
La Municipalidad de La Plata anunció el 13 de mayo de 2009 la realización de un concurso para la elección de una bandera que representase a la ciudad y el municipio. Participaron numerosas escuelas de la ciudad y algunas otras organizaciones. 
Se puso como requisito que los diseños no debían contar con más de tres colores. De todas las propuestas recibidas un jurado asesorado por la Facultad de Bellas Artes eligió 22 modelos, los cuales fueron sometidos a votación popular mediante mensajes de texto.
Finalmente en la votación realizada el 21 de diciembre de 2010 resultó ganador el diseño presentado por la Escuela Media Nº 34 y diseñado por el alumno Nahuel Alejandro Álvarez.
Desde entonces, la bandera no fue oficializada ni puesta en uso.

## Simbología
El rombo atravesado por diagonales simboliza el trazado de la ciudad. Las dos diagonales representan a las diagonales 74 y 73, que convergen en la plaza Moreno, el centro de la ciudad, representado en la bandera por el cuadrado blanco central. 
El hecho de que las diagonales continúen por fuera del rombo simboliza la unión de la ciudad con sus suburbios.
En cuanto a los colores, el azul representa al cielo y los espacios abiertos de la ciudad mientras que el verde alude a la gran cantidad de árboles y espacios verdes distribuidos a lo largo de la planificada traza urbana. El blanco busca transmitir unidad y aludir a los colores de la bandera argentina en compañía con el azul.

## Bandera de la Ciudad Eva Perón
Bandera vigente entre 1952 y 1955, cuando la ciudad se llamó Eva Perón